# Stazione di Shitte
La stazione di Shitte (尻手駅?, Shitte-eki) è una stazione ferroviaria situata nel quartiere di Saiwai-ku della città di Kawasaki, nella prefettura di Kanagawa in Giappone che serve la linea Nambu della JR East.

## Linee
East Japan Railway Company
■ Linea Nambu

## Struttura
La stazione è realizzata su viadotto con un marciapiede laterale e uno a isola con tre binari totali.
| 1 | ■ Linea Nambu               |  | per Kawasaki                     |  |
| 2 | ■ Linea Nambu               |  | per Yakō, Noborito e Tachikawa   |  |
| 3 | ■ Linea Nambu (diramazione) |  | per Hatchōnawate e Hama-Kawasaki |  |

## Stazioni adiacenti
| «                   | Servizio    | »            |
| Linea Nambu         | Linea Nambu | Linea Nambu  |
| ------------------- | ----------- | ------------ |
| Kawasaki            | Locale      | Yakō         |
| Capolinea           | Diramazione | Hatchōnawate |
| Il Rapido non ferma |             |              |